# Lautaro (PP-62)
El Lautaro (PP-62) fue un remolcador de la clase Sotoyomo que sirvió en la Armada de Chile de 1947 a 1992. Originalmente sirvió en la US Navy como USS ATA-122 de 1943 a 1947. Fue vendido a la Armada Nacional (Uruguay) cambiando su nombre a ROU San José.
Construido por el Levingston Shipbuilding Company de Orange, Texas. Fue asignado en la US Navy participando de la Segunda Guerra Mundial. Transferido a Chile, realizó operaciones en la Antártica y el sur del país. Participó en 1949 en el rescate de los cuerpos del naufragio del ARA Fournier